# 2020 en triathlon
Cet article résume les faits marquants de l'année 2020 dans le monde du triathlon.

## Résultats
Pour les résultats sportifs de l'année 2020 en triathlon voir catégorie « triathlon en 2020 »

## Faits marquants

### Mars
- Le 14 mars, Marisol Casado présidente de la Fédération internationale de triathlon, annonce la suspension de toutes les activités fédérales jusqu'au 30 avril en raison de l'épidémie de Covid-19 qui sévit dans le monde. Tous les classements internationaux sont gelés à compter du 16 mars 2020[1].

### Avril
- La Fédération internationale de triathlon prolonge sa suspension de toutes rencontres sportives fédérales jusqu'au 30 juin 2020[2].
- En accord avec les instances nationales et fédérale, au regard des règles sanitaires de distanciation physique régissant les rassemblements au Canada, Triathlon Canada annonce l'annulation de la grande finale des séries mondiales de triathlon (WTS) devant se dérouler sur son sol à Edmonton en aout 2020[3].

### Mai
- L'édition 2020 de l'Ironman France, initialement prévue le 14 juin, est reportée au 11 octobre, en raison de la pandémie de maladie à coronavirus[4].
- L'édition 2020 de l'Ironman 70.3 Pays d'Aix initialement prévue le 17 mai, est reportée au 27 septembre, en raison de la pandémie de maladie à coronavirus

### Juillet
- La 37e édition de l'Embrunman prévue pour le 15 aout 2020 est annulée par la préfecture des Hautes-Alpes qui appuie sa décision à l'aune de l'avis défavorable de l'Agence régionale de santé et devant la recrudescence de l'épidémie de COVID-19 en Région Sud[5].
- La 15e édition du Triathlon Alpe d'Huez prévue en juillet 2020 est annulée à la suite de l'information du Ministère des Sports français et de son action dans la lutte contre la pandémie de COVID-19[6].

### Aout
- Le Français Lionel Jourdan devient le 46e (#46) ultra triathlète à réussir l'Enduroman en solo depuis sa création, il établit à cette occasion un nouveau record inférieur à 50 heures, en 49 h 24[7].
- Le 14 aout le maire de Nice Christian Estrosi prend la décision d'annuler toutes les épreuves sportives comportant plus de 300 compétiteurs. L'édition 2020 de l'Ironman France est donc annulée[8].
- Le 25 aout 2020, la fédération internationale annonce que les championnats du monde 2020, se dérouleront sur l'épreuve de Hambourg les 5 et 6 septembre. Les titres masculins, féminins et mixte sont attribués sur une seule épreuve au format sprint[9].

## Décès
- Andrea Huser, vainqueur de l'Inferno Triathlon[10].
- Nina Kraft, multiple vainqueur sur Ironman et Ironman 70.3[11].